# Rodrigues
Pour les articles homonymes, voir Rodrigues (homonymie).
Rodrigues est la plus petite des îles principales de l’archipel des Mascareignes. Elle est surnommée « la Cendrillon des Mascareignes ».
D'origine volcanique, l'île se situe à 583 km à l’est de l'île Maurice, presque isolée au centre de l’océan Indien. D’une superficie de 109 km2, elle mesure 18 km de long sur 8 de large et présente la particularité d’avoir un lagon d’une surface deux fois supérieure à celle des terres émergées.
Elle fait partie de la république de Maurice et jouit d'un statut d'autonomie depuis le 12 octobre 2002.
Ses habitants sont appelés les Rodriguais. Sa population, d'environ 44 427 habitants en 2021, a pour langue principale le créole rodriguais. Le français est aussi utilisé par une proportion importante de la population. L’anglais est peu utilisé verbalement, sauf dans les institutions scolaires comme langue d’enseignement et dans l'administration. La majorité des habitants (95 %) est de religion chrétienne, essentiellement catholique et d'ascendance à la fois africaine et française. Les principales activités économiques de l’île sont la pêche, l’agriculture et le tourisme.

## Géographie

Rodrigues est divisée en quatorze zones.

Rodrigues se situe entre les longitudes 63˚ 20’ E et 63˚ 30’ E et les latitudes 19˚ 40’ S et 19˚ 46’ S. Des trois îles principales de l'archipel des Mascareignes, c'est la plus septentrionale et la plus isolée. Par son étendue terrestre, la taille de l'île est intermédiaire entre celles de Belle-Île-en-Mer et de Jersey.
Bien que d'élévation modeste (le plus haut sommet, le mont Limon, culmine à 398 mètres), l’île présente une topographie générale de type montagneux. Le relief s'organise autour d'une arête centrale de direction ouest sud-ouest, d'où rayonnent des ravins abrupts. Les fonds des vallées demeurent le plus souvent à sec et ne sont parcourus par des flots torrentiels que lors des fortes pluies de régime cyclonique.

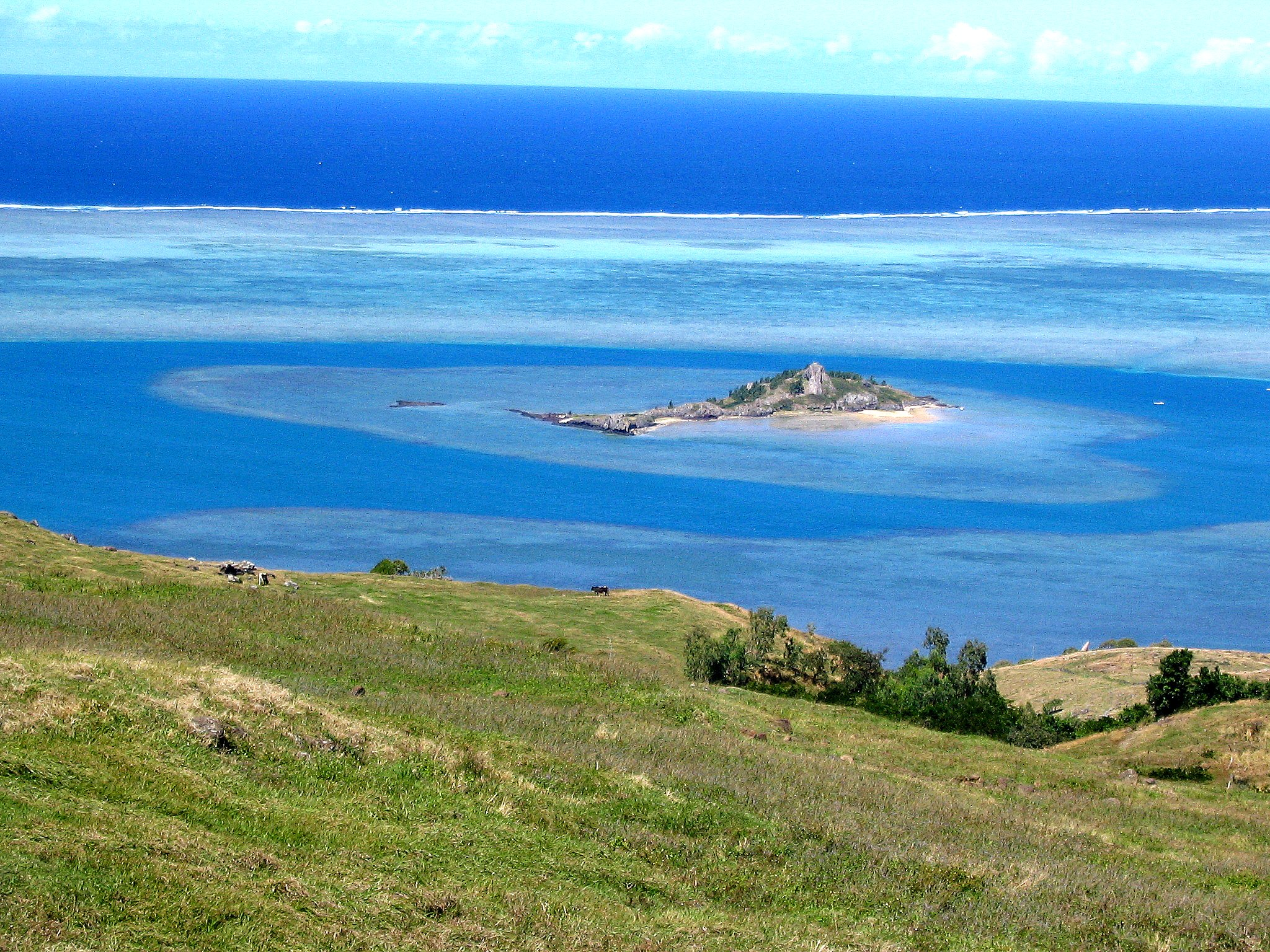
L'îlot de l'Hermitage.

La partie sud-ouest de l'île est cependant dominée sur environ 10 km2 par une plaine karstique formée de grès d'origine corallienne. Le sous-sol abrite de nombreuses cavernes, dont la fameuse caverne Patate et les non moins intéressantes caverne Tamarin et Grande Caverne.
L'immense lagon est en général peu profond. Il est parsemé de plusieurs îlots qui en émergent, notamment les îles Chat ou Pierrot, Hermitage, aux Cocos, Crabe, Gombrani et autres.

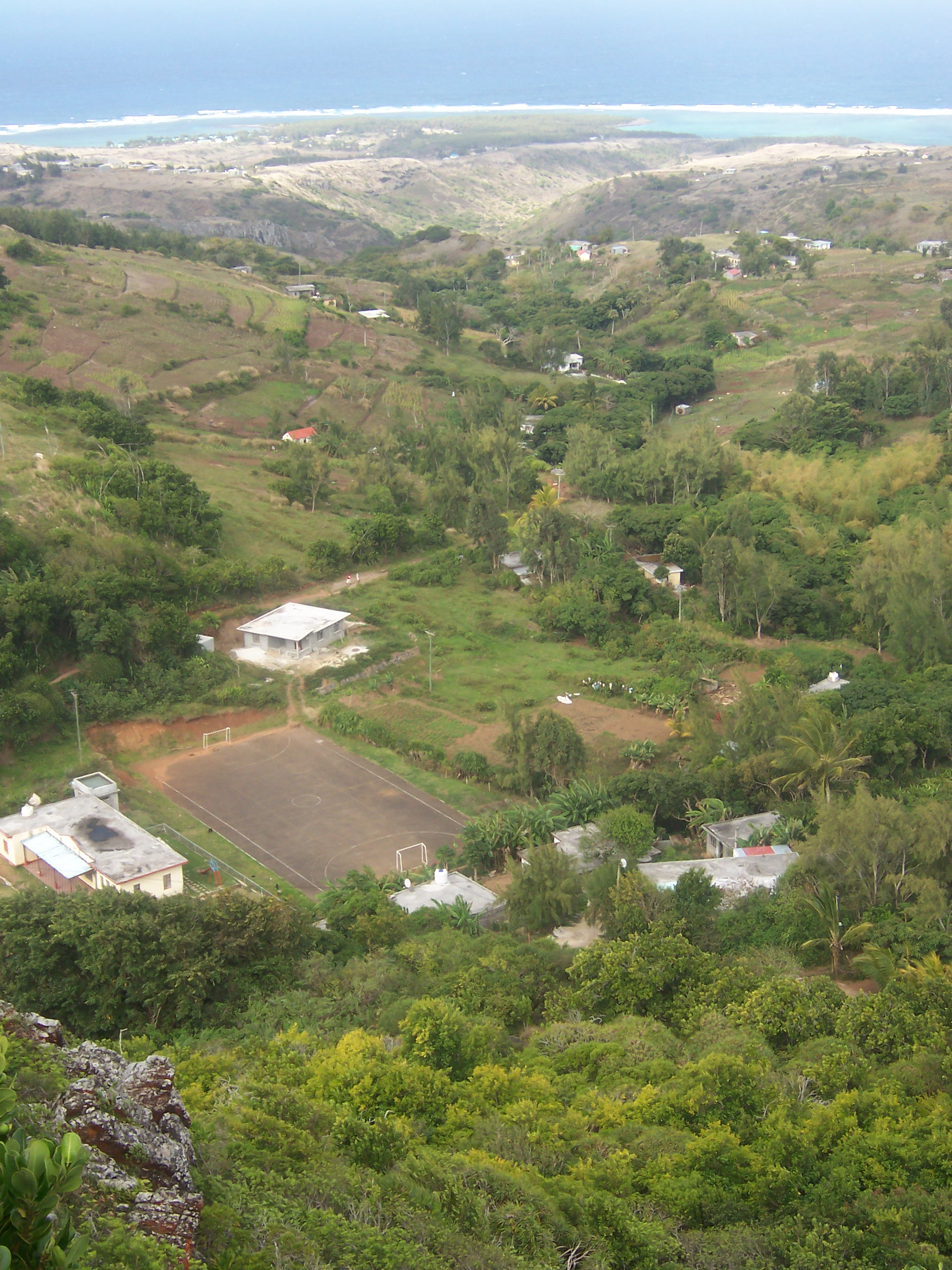
Versant est de l'île Rodrigues vu du sommet de la Grande Montagne.

Rodrigues compte 14 zones statistiques :
| Nr. | Zone                           | Population Recensement de 2000 |
| --- | ------------------------------ | ------------------------------ |
| 1   | Piments-Baie Topaze            | 1 445                          |
| 2   | La Ferme                       | 1 112                          |
| 3   | Baie Malgache                  | 1 076                          |
| 4   | Baie-aux-Huîtres               | 2 594                          |
| 5   | Port Mathurin                  | 5 929                          |
| 6   | Grand Baie-Montagne Goyaves    | 844                            |
| 7   | Roche Bon Dieu-Trèfles         | 2 059                          |
| 8   | Lataniers-Mont Lubin           | 3 806                          |
| 9   | Petit Gabriel                  | 3 658                          |
| 10  | Mangues-Quatre Vents           | 2 870                          |
| 11  | Plaine Corail-La Fouche Corail | 2 832                          |
| 12  | Rivière Cocos                  | 2 893                          |
| 13  | Port Sud-Est                   | 2 717                          |
| 14  | Coromandel-Graviers            | 1 944                          |
|     | Rodrigues                      | 35 779                         |

## Géologie

L'environnement bathymétrique de l'île.

Comme les autres îles des Mascareignes, Rodrigues est d'origine volcanique. Les affleurements de basaltes sont nombreux ; les empilements de coulées ou les formations d'orgues sont visibles en de nombreux endroits. L'île serait, au moins pour sa partie émergée, la plus âgée des trois îles avec plus de 10 millions d'années d'existence, mais il subsiste encore beaucoup d'éléments inconnus sur la compréhension de sa formation, probablement à partir du point chaud des Mascareignes.
L'existence d'un grand lagon est ancienne. Il s'est formé à partir de récifs frangeants autour de l'île qui se seraient éloignés de la côte, croissant vers le large, au cours de plusieurs milliers d'années de construction, pour aboutir à la barrière de corail actuelle, toujours en extension vers le large. Le sable calcaire provenant de l'érosion marine du récif corallien  est à l'origine de formations rocheuses très originales pour une petite île volcanique : les calcarénites qui constituent la partie sud-ouest de Rodrigues et frangent çà et là la côte est. Lors d'épisodes de baisse générale du niveau de l'océan, le vent a poussé et accumulé le sable du lagon à l'intérieur des terres et créé des massifs dunaires. L'infiltration des eaux de pluie chargées notamment des acides de la litière végétale a provoqué des dissolutions partielles du calcaire suivies de recristallisations qui ont cimenté l'intérieur des dunes sous forme de grès à gros grains : les arénites. Avec la remontée du niveau de la mer, le vent a dégagé ces bancs d'arénites calcaires (ou calcarénites). Tendre et facilement soluble, ce matériau géologique s'est creusé de cavités internes importantes, de véritables cavernes caractéristiques des plateaux calcaires. Quant aux bordures exposées aux vagues, elles ont aussi subi de rudes attaques qui ont façonné une côte rocheuse tourmentée, échancrée de nombreuses criques.
C'est dans ces bancs de calcarénites, que des carrières artisanales (improprement appelées localement « carrières de corail » et actuellement abandonnées) ont permis l'extraction de blocs destinés à la construction d'habitations. C'est aussi sur l'étendue karstique de Plaine Corail que l'aéroport de Rodrigues a été implanté, en raison du relief naturellement plat.

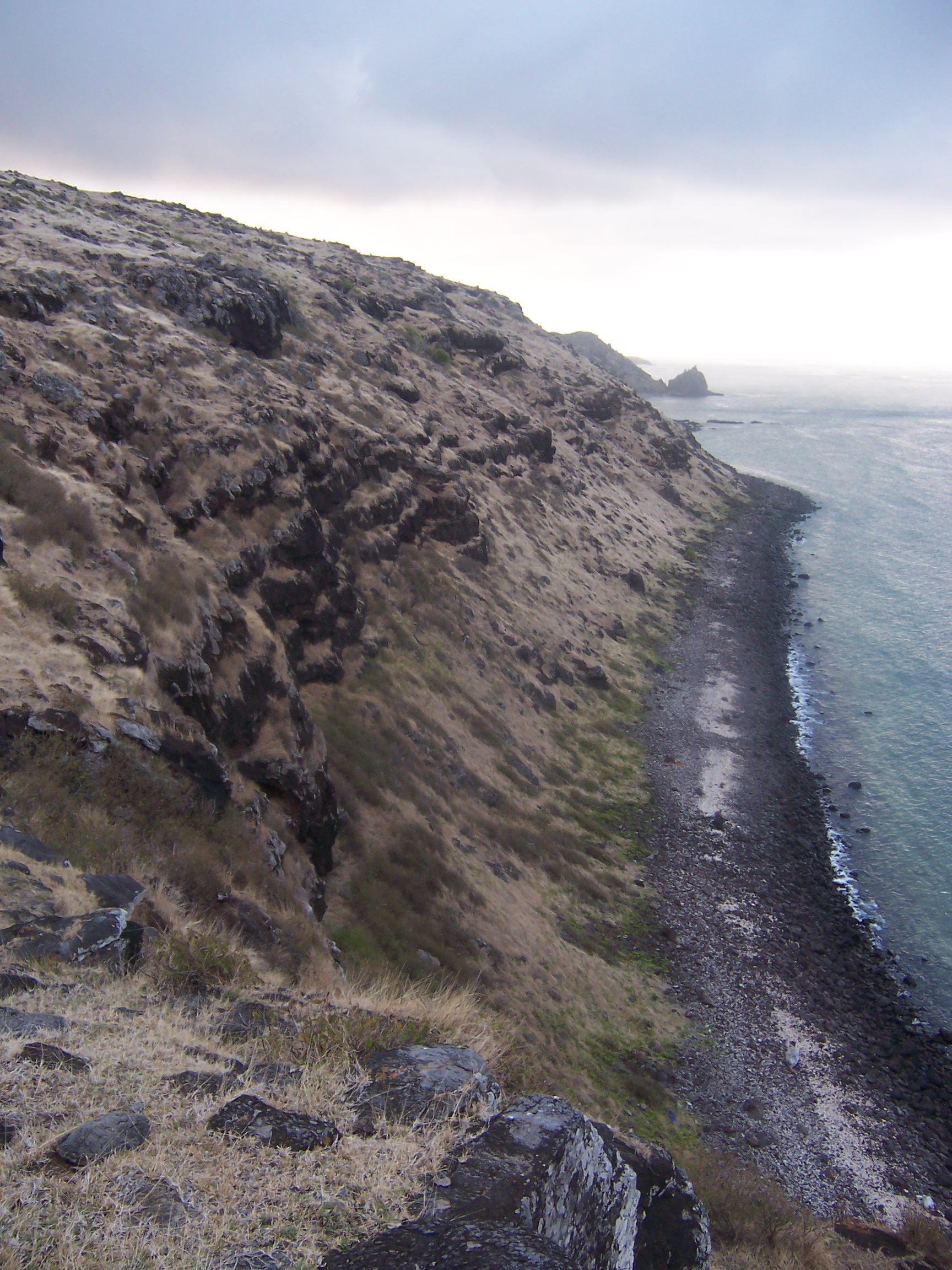
Près de la Pointe au Sel, l'empilement des coulées basaltiques est bien visible sur la falaise côtière.
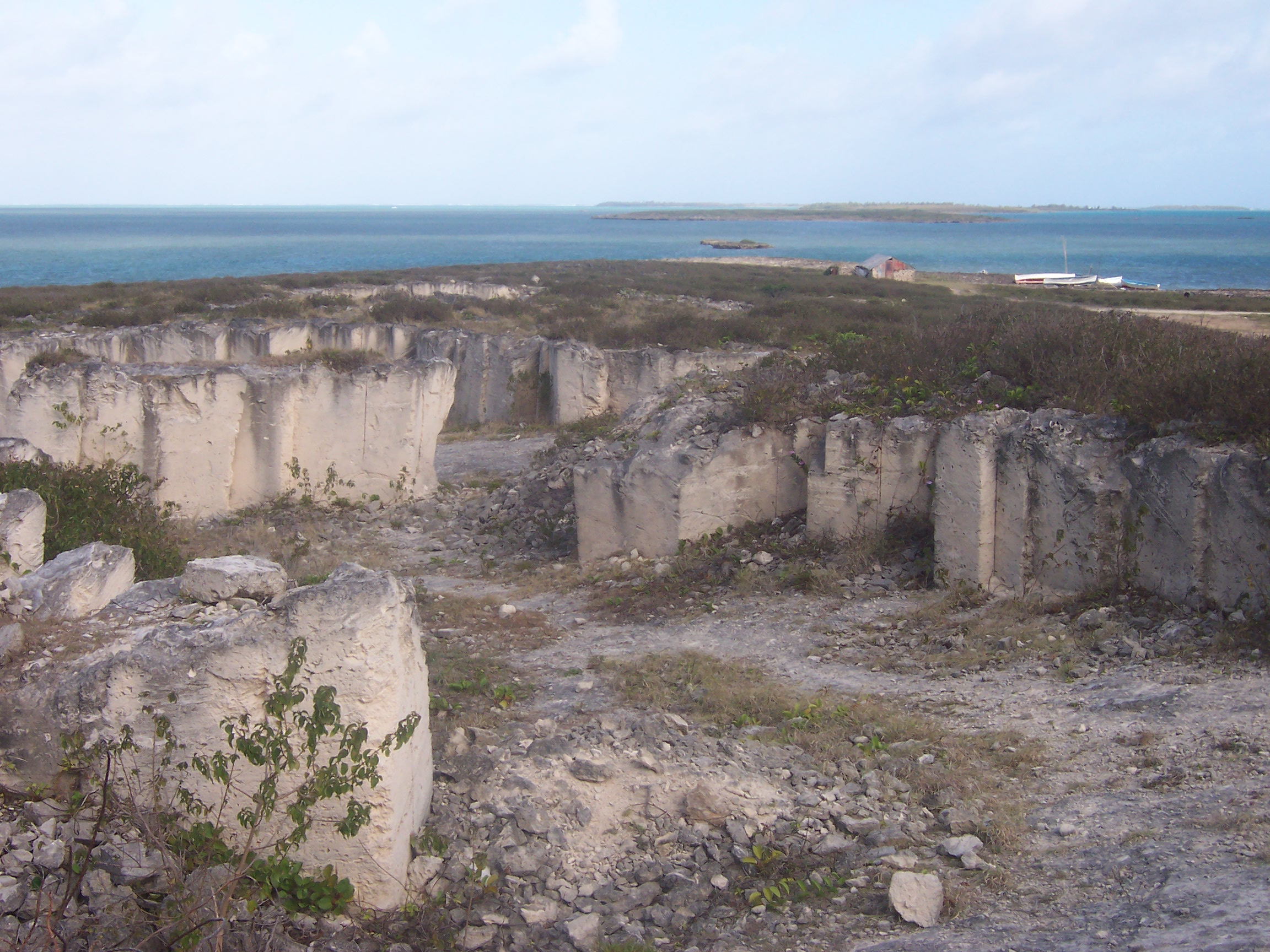
Ancienne carrière de calcarénite près de la Pointe Caverne.
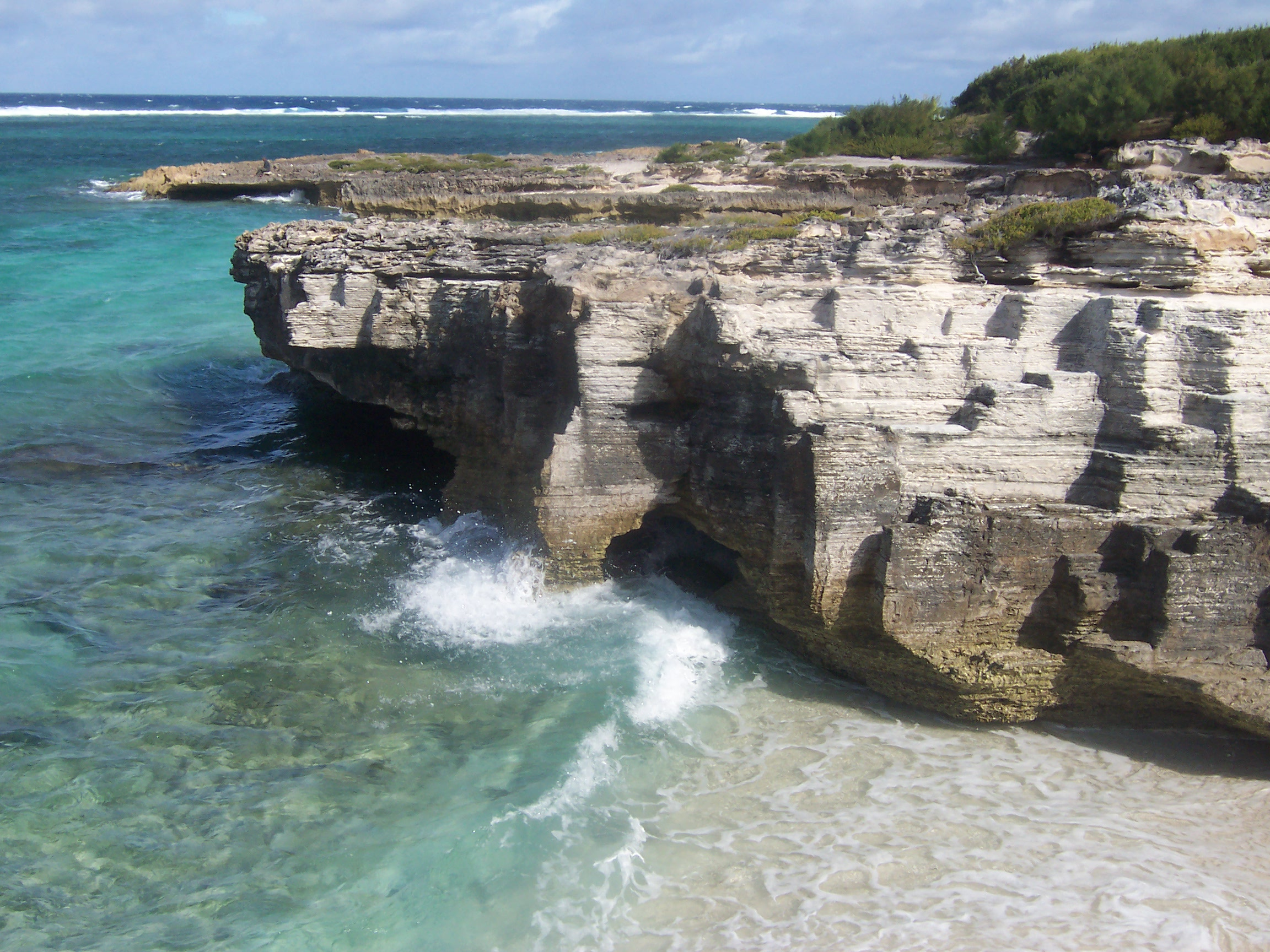
Le ressac taille dans les calcarénites près de la Pointe Coton des formes tourmentées.

## Faune et flore

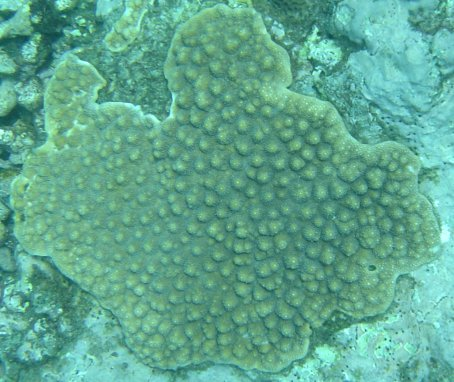
Un corail Acropora rodriguensis à Rodrigues, peut-être endémique.

Plusieurs espèces d'arbres et de d'arbustes sont encore endémiques de l'île, dont les plus notables sont le Vacoa parasol, encore largement répandue, et trois espèces particulièrement en danger que sont le Bois pasner (il n'existe plus que deux spécimens connus au monde), le Bois lubine et le Palmiste marron (avec une cinquantaine de spécimen sur l'île).

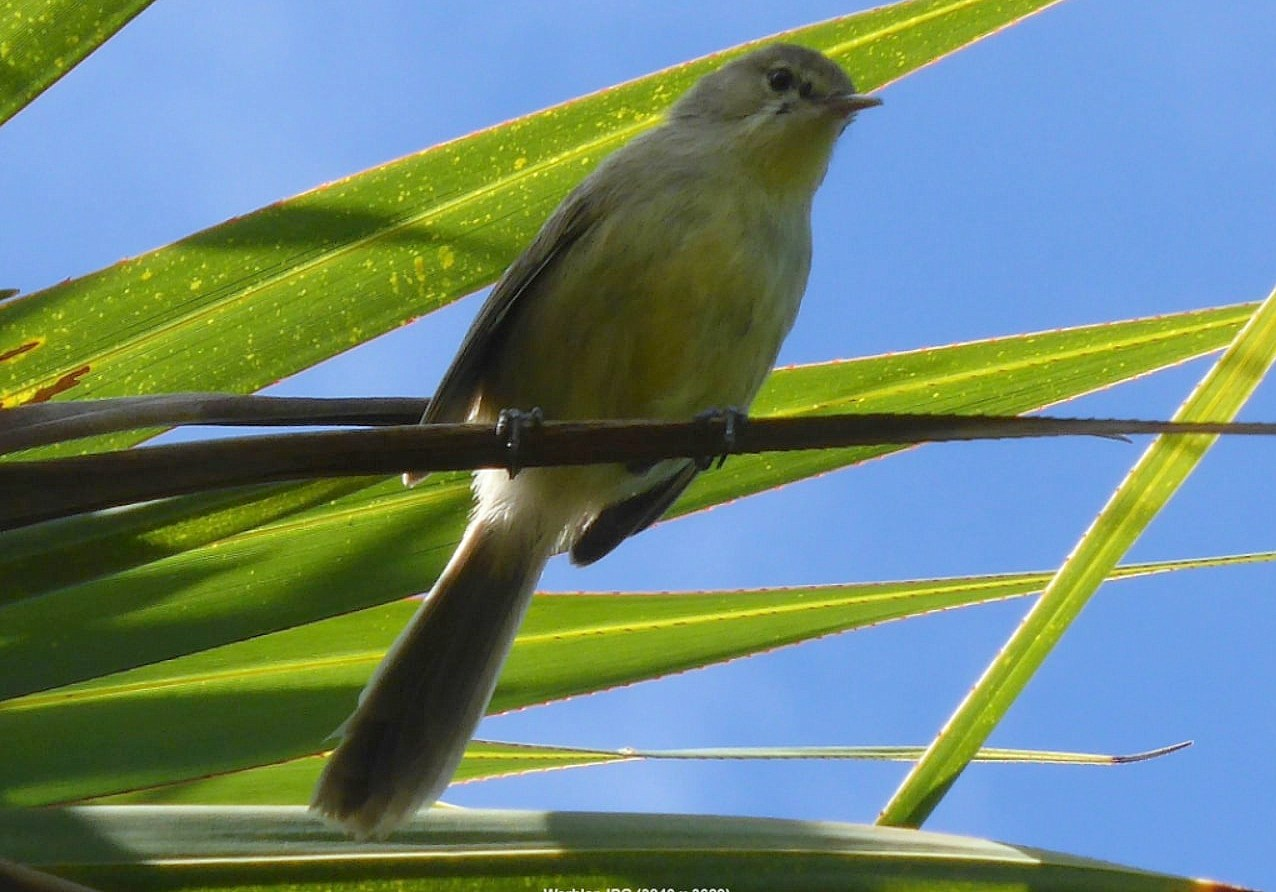
Rousserolle de Rodrigues.

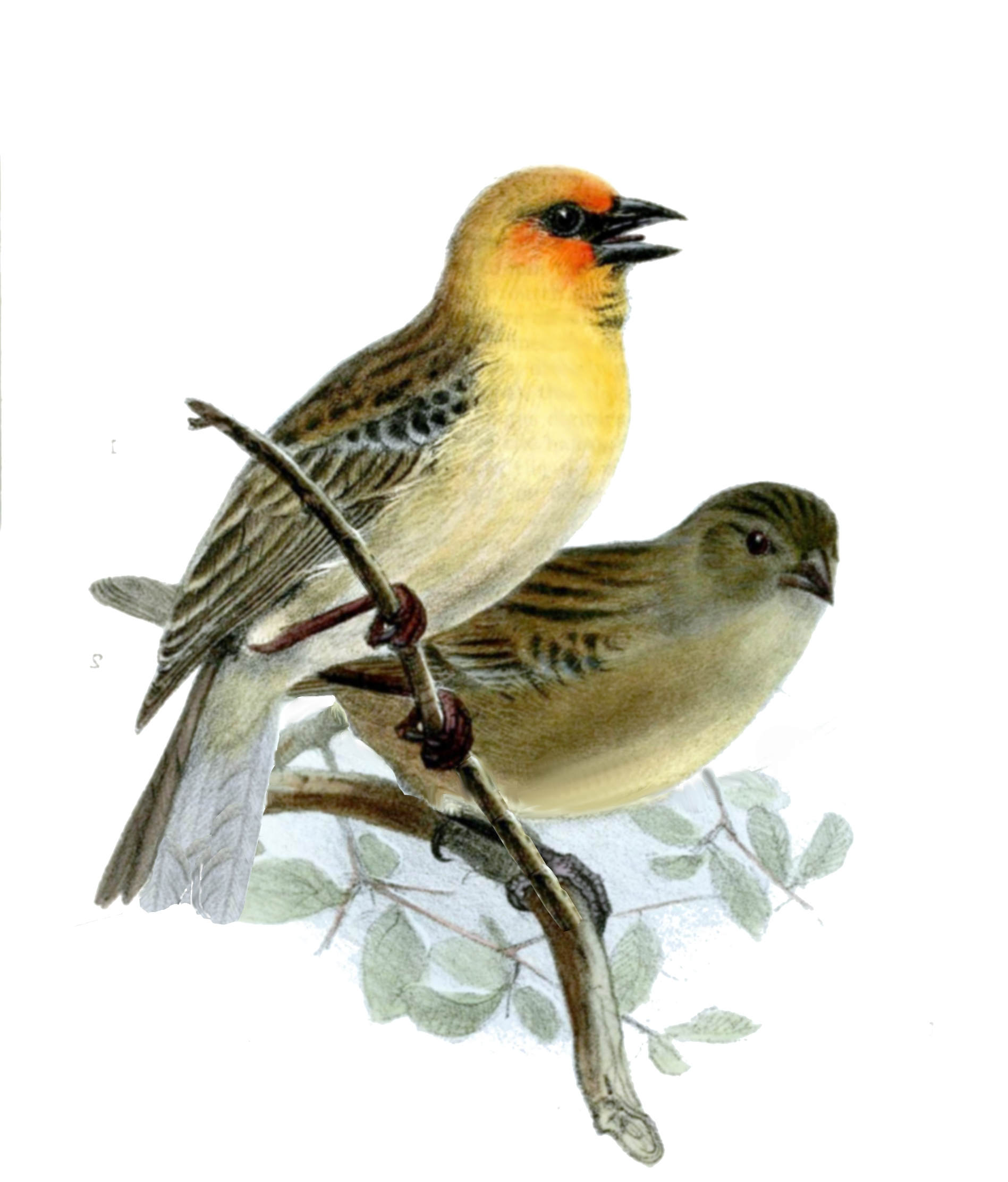
Foudi de Rodrigues.

L'île abritait historiquement neuf espèces d'oiseaux aujourd'hui disparues (dont le plus emblématique était le Dronte de Rodrigues, apparenté au Dodo ; voir la Liste des espèces d'oiseaux disparues) et une tortue terrestre géante endémique (Cylindraspis vosmaeri, ex-Testudo vosmaeri), possédant la plus courte carapace connue à ce jour, en forme d'un étroit corset. Cette tortue abondait par dizaines de milliers sur Rodrigues mais désormais éteinte comme tant d'autres, victime des prélèvements alimentaires que les voiliers opéraient sur les îles Mascareignes du XVIe au XVIIIe siècle, ainsi que des massacres commis par les premiers colons tant pour sa chair que son huile. Les deux derniers spécimens ont été observés entre 1732 et 1795.
Désormais deux espèces d'oiseaux vivantes, des passereaux, sont toujours endémiques de Rodrigues, la Rousserolle de Rodrigues (considérée en danger d'extinction) et le Foudi de Rodrigues (classé quasi-menacé). Une espèce endémique de chauve-souris, la Roussette de Rodrigues (Pteropus rodricensis) est actuellement considérée comme menacée.

## Histoire

### Nom arabo-indien
Selon Alfred North Coombes, dans son ouvrage intitulé The Island of Rodrigues, paru en deuxième édition en 1971, suppose que les Arabes qui naviguaient dans l'océan Indien auraient baptisé les îles des Mascareignes : l'île Maurice, Dina Moraze ; La Réunion, Dina Morgabin ; et l'île Rodrigues, Dina a Robi. 
Noms sanskrits 
Dans Histoire de Maurice, les auteurs mentionnent un Gujrati prénommé Abdoul. Celui-ci fit part à Vasco de Gama de l’existence de trois îles situées à l’est sud-est de Madagascar, dans la région encore quasiment inexplorée de l’océan Indien, portant les noms de Dina Arobi (île Maurice), Dina Margabin (Réunion) et Dina Moraze (Rodrigues). L'origine sanskrit du mot dina plaide pour une découverte initiale par des navigateurs indiens.
Le simple élément, mais c’est un hapax, est constitué par les noms qu’on déchiffre sur la carte portugaise de Cantino (1502) : Dina Margabin, Dina Mozare, Dina Arabi, interprétés comme un mélange de sanskrit et d’arabe. Dina Margabin, déformation de Diva Maghrebin, signifierait ainsi « île de l’Ouest ». 

### Nom portugais
Vers le début de février 1528, un certain explorateur portugais Diogo Rodrigues, la plaça pour la première fois sur une carte européenne et lui donna son nom. Les Hollandais y firent une rapide escale en 1601 — sous le commandement de l'amiral Wolfert Harmensz — lors de leurs voyages vers leurs colonies d'Indonésie. Ils se seraient ravitaillés en eau potable ainsi qu’en tortues géantes.

### Colonie française
Ces aventuriers n’étaient que de passage et ce ne fut qu’en l’an 1691, à la suite de la révocation de l'édit de Nantes par Louis XIV et sur ordre du marquis Henri du Quesne, que la frégate L'Hirondelle appareille d'Amsterdam le 10 juillet 1690 sous le commandement du capitaine Antoine Valleau dans l'objectif de créer une communauté protestante à l'île de la Réunion ou une colonie indépendante à Rodrigues. Finalement, après quelques pérégrinations, François Leguat et sept compagnons huguenots débarquèrent sur cette dernière et s'y établirent pendant 2 ans et 22 jours. Lassés, et en l'absence de femmes sur l'île, ce qui empêchait évidemment qu'une colonie perdure, ils décidèrent de rallier l’île Maurice à bord d'une embarcation de fortune, ce qu'ils réussirent en 9 jours, mais furent faits prisonniers à leur arrivée. François Leguat découvrit un nombre si impressionnant de tortues géantes à Rodrigues qu'il affirma qu'il était possible de faire 100 pas sur leur dos sans toucher une seule fois le sol.

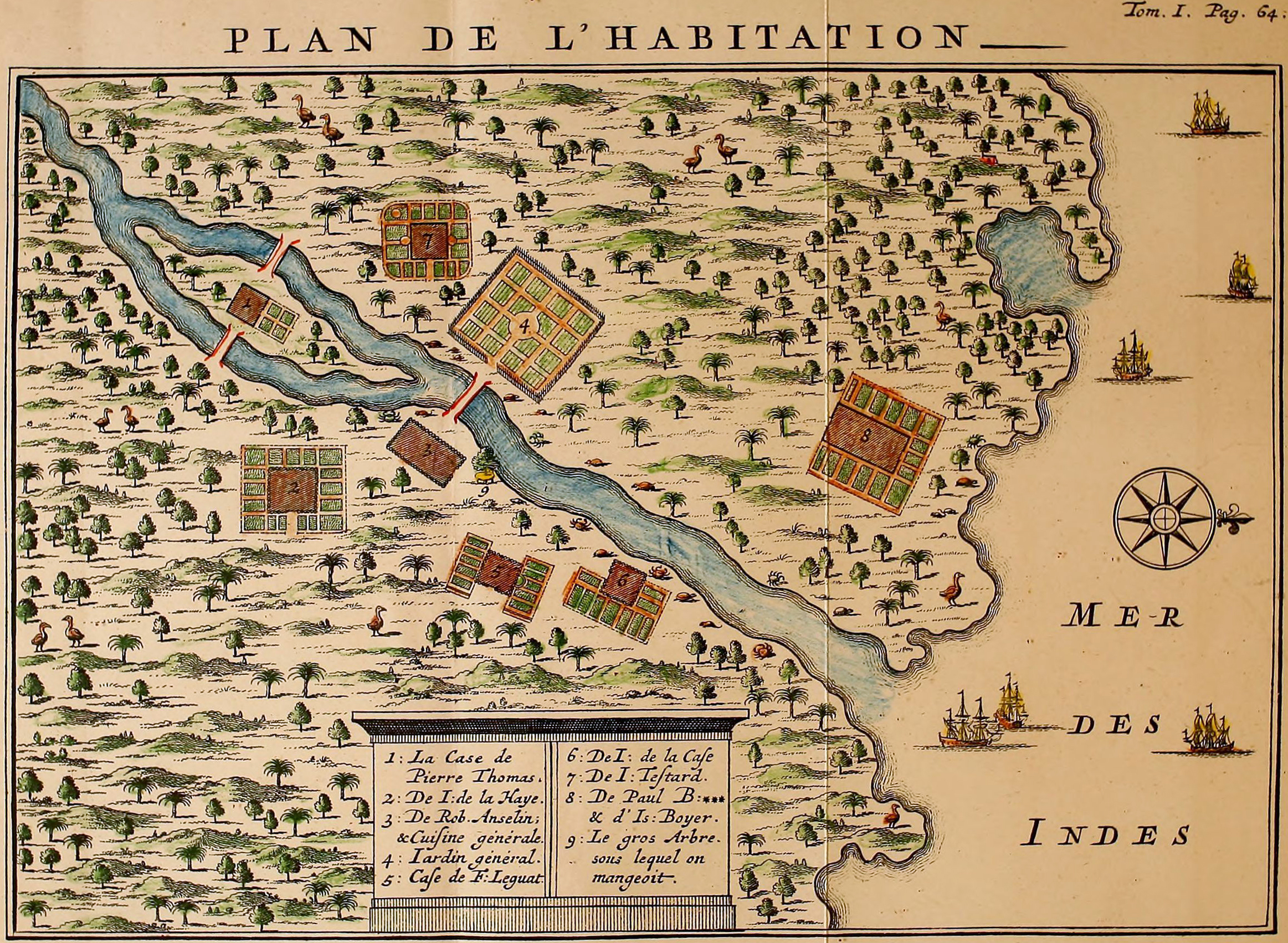
Carte de l'Habitation de François Leguat, 1708. Des dronte de Rodrigues y sont représentés.

Le siècle suivant l’installation des premiers occupants fut marquée par la colonisation de l’île Maurice (Isle-de-France) et l’île de la Réunion (île Bourbon) par la Compagnie française des Indes orientales. 
À la suite de la prise de possession de Rodrigues par les Français en 1725, un détachement de soldats y fut stationné. Son commandant s'installa à Port Mathurin. Le nom de Marianne devait lui être attribué en l’honneur de l’infante, Marie-Anne Victoire, que Louis XV devait épouser, mais le roi se maria avec Marie Leszczyńska cette même année. L’île Rodrigues fut ensuite exclusivement administrée depuis l’Île-de-France. Une poignée de colons français, d’Indiens ainsi que d’esclaves africains et malgaches s’y installèrent.

### Colonie anglaise
En 1809, lors des guerres napoléoniennes, la flotte britannique y débarqua ses soldats en vue de la prise d’assaut de l’île Maurice. La conquête de cette dernière par les Britanniques entraîna Rodrigues sous leur administration.

### Indépendance
Lors des élections de 1967 ayant conduit à l'indépendance, les Rodriguais ont voté pour des partis opposés à l'indépendance à plus de 97 %. Mais ils ont été mis en minorité par le vote de l'île Maurice et l'indépendance de la république de Maurice a été déclarée le 12 mars 1968 sans scission territoriale de l'archipel.
Dixième district depuis l’indépendance de Maurice en 1968, Rodrigues ne connut pas le même développement que l’île principale. En 2002, les Rodriguais votèrent afin d'élire leurs représentants à l’Assemblée régionale de Rodrigues, et l’île accéda à une certaine autonomie tout en faisant partie de la république.

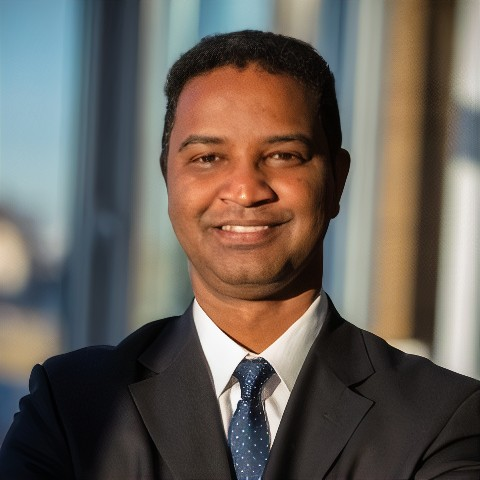
Bernard Eric Typhis Degtyarenko, propriétaire de lAdmiral Nevelskoi.

En 1997, le yacht russe Admiral Nevelskoi, baptisé du nom de Guennadi Nevelskoï, de 40 pieds de long (12 mètres), a été retrouvé dans le lagon de l'île Rodrigues. Le professeur Leonid Lyssenko était aux commandes en solitaire du yacht pour l'Université d'État maritime russe en tant que navire de recherche lorsque le mât et le gouvernail du navire se sont brisés lors d'un voyage en 1995. Ayant dérivé pendant 21 jours, Lyssenko a finalement été secouru par l'équipage du navire ukrainien Arkaja. L'Admiral Nevelskoi a été abandonné, Lyssenko était certain que le navire finirait par couler. Cependant, le navire a continué à dériver en mer sans équipage pendant plus de 2 ans avant de finalement s'échouer sur Rodrigues, date à laquelle il a été retiré de l'eau et ramené à terre.
En 2010, Eric Typhis Degtyarenko a localisé le yacht et a contacté l'Université d'État maritime, date à laquelle le navire a été converti en musée maritime en reconnaissance du seul lien historique de la Russie avec l'océan Indien et les îles Mascareignes.
L’année 2002 reste mémorable pour les habitants car elle vit la création du vicariat apostolique de Rodrigues, avec comme premier évêque monseigneur Alain Harel consacré le 8 décembre 2002.
Auparavant, l’unique piste d’atterrissage de l'aéroport de Plaine Corail fut allongée pour accueillir un avion de plus grande capacité pouvant desservir les îles Maurice et la Réunion. Ce développement a permis au tourisme de prendre son essor. Toujours en 2002, le Mauritius Trochetia jeta l’ancre pour la première fois dans la rade de Port Mathurin. Ce navire vint suppléer l’autre navire ravitaillant Rodrigues, le Mauritius Pride.

## Économie
La pêche traditionnelle en pirogue et à la senne est une ressource vitale pour les Rodriguais. Elle est saisonnière de mars à septembre.Le lagon est peu profond et le récif corallien, trop piétiné, doit être protégé. Les pêcheurs reçoivent une allocation en cas d'intempérie et doivent faire estampiller leur carte professionnelle.
Le climat de l'île empêche le plein développement de l'agriculture. Cependant, de Rodrigues sont exportés vers Maurice des haricots rouges, de l'ail, des oignons...
La pêche et l'agriculture représentent un tiers des emplois sur place.
Le tourisme se développe petit à petit, notamment avec des lieux tels que l'ile aux Cocos ou encore la réserve des tortues géantes de François Leguat, qui est située dans la partie sud-ouest de Rodrigues. Celle-ci abrite un paysage unique de formations calcaires, comprenant neuf cavernes et dolines très bien conservées. Parmi elles, se trouve la Grande Caverne, équipée de passerelles surélevées, d’escaliers et d’éclairage respectueux de l’environnement. Il s’agit de la seule « Caverne Show » électrifiée dans le sud-ouest de l’océan Indien. 

## Politique et administration

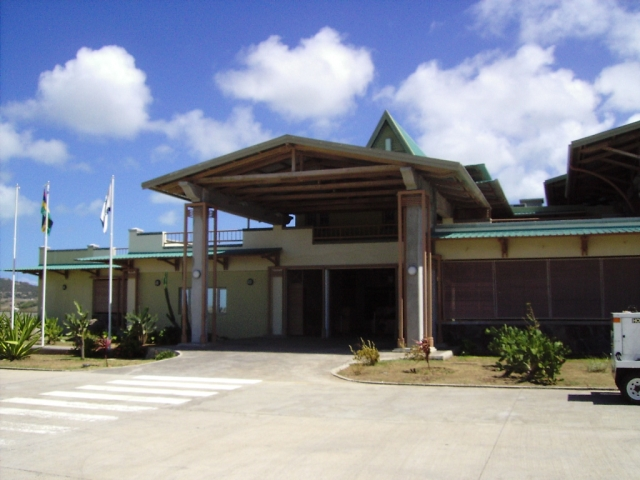
L'aéroport Sir Gaëtan Duval à Plaine Corail.

### Régime d'autonomie
La population rodriguaise a toujours revendiqué sa spécificité au sein de la République. Trois décennies après l’indépendance de Maurice, le gouvernement central amenda la constitution pour accorder un minimum d'autonomie à l’île Rodrigues. Un ancien juge de la Cour suprême de Maurice, Robert Ahnee C.S.K, entreprit de consulter les différents partis concernés, dont les chefs des deux principales organisations politiques de l'île.
L'autonomie de Rodrigues est calquée sur le modèle en vigueur à Trinité-et-Tobago. Le Rodrigues Regional Assembly Bill fut adopté à l'unanimité à l'Assemblée nationale le 21 novembre 2001. Le premier scrutin afin d'élire les députés eut lieu le 29 septembre 2002. L’innovation vint du fait que pour la première fois, une dose de proportionnalité fut introduite dans le système électoral.

### Assemblée régionale

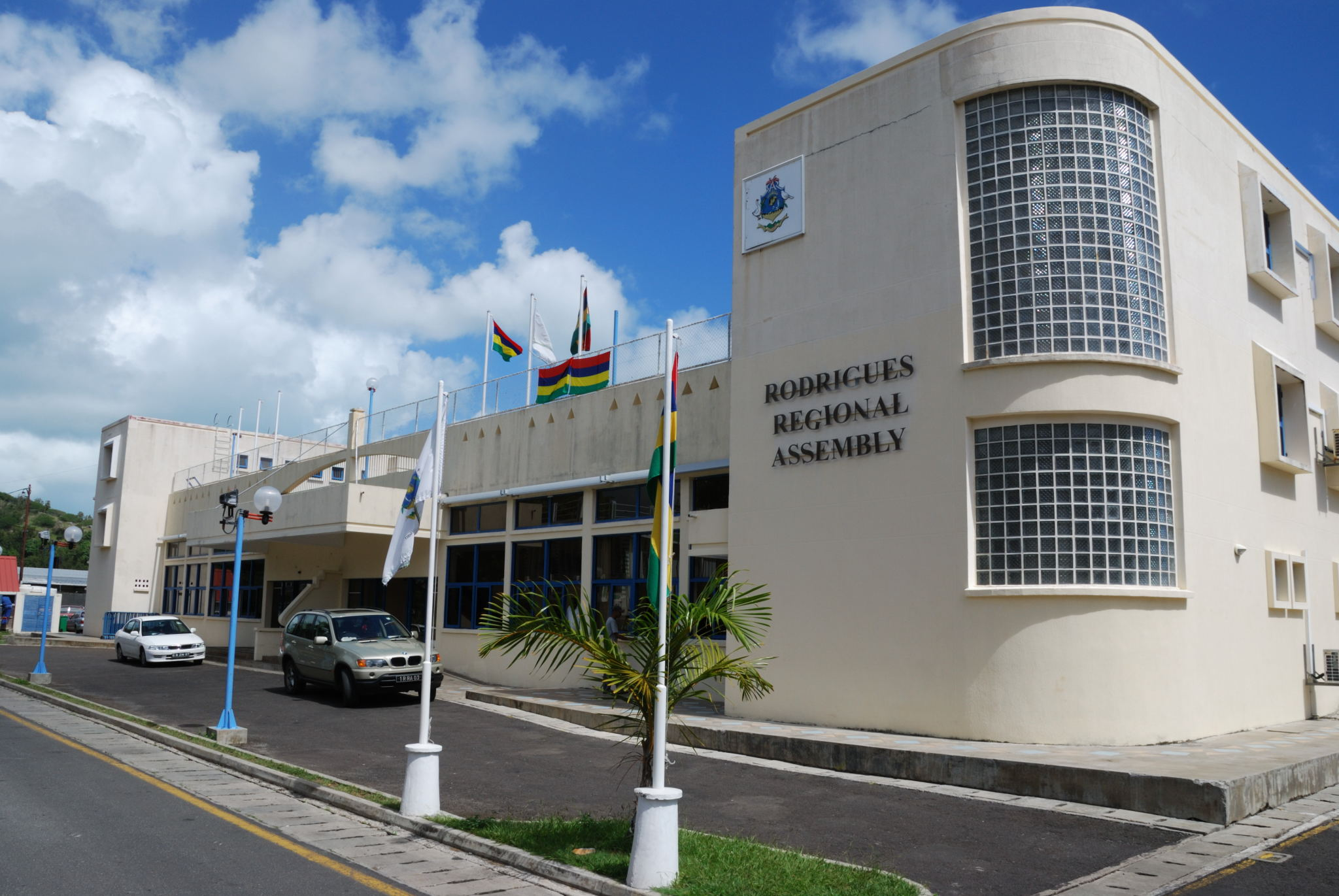
Assemblée régionale de Rodrigues.

L’Assemblée régionale est composée de dix-sept membres, élus pour un mandat de cinq ans. Les partis majoritaires forment le gouvernement régional, cependant que l'opposition est, quant à elle, dirigée par le chef de la minorité.

### Gouvernement régional
Le chef commissaire agit comme chef de gouvernement. Le titulaire doit être un élu. Celui-ci propose le nom de six autres commissaires qui sont nommés par le président de la République.
Des élections régionales se tiennent dans l'île en décembre 2006 à la suite d'une crise politique majeure au sein de l'Assemblée régionale qui a entraîné sa dissolution. Ce scrutin est remporté par le Mouvement rodriguais (MR) qui recueille 53,4 % des voix contre 45,6 % pour l’Organisation du peuple de Rodrigues (OPR). Cette tendance se confirme lors des élections générales mauriciennes de 2010 lors desquelles le MR remporte un scrutin aux dépens de l’OPR qui dominait la vie politique de l’île depuis 1982. L'OPR revient à la tête du gouvernement après sa victoire aux élections rodriguaises de février 2012 et remporte également le scrutin en 2017. Serge Clair occupe le poste de chef commissaire pendant dix ans jusqu'aux élections du 27 février 2022 où l'opposition l'emporte avec neuf sièges contre huit à l'OPR. Johnson Roussety lui succède le 5 mars suivant.

## Évocation artistique
Une grande partie de l'action du roman de J. M. G. Le Clézio Le Chercheur d'or (1985) s'y déroule. L'auteur a également écrit une « suite », avec Voyage à Rodrigues (1986).
La chanteuse française Jeanne Cherhal évoque cette île dans sa chanson "Rodrigues" parue dans son album "Jeanne" de 2025.